# Clusaz
Clusaz – miejscowość i gmina we Francji, w regionie Owernia-Rodan-Alpy, w departamencie Górna Sabaudia.
Według danych na rok 1990 gminę zamieszkiwało 1845 osób, a gęstość zaludnienia wynosiła 45 osób/km² (wśród 2880 gmin regionu Rodan-Alpy Clusaz plasuje się na 466. miejscu pod względem liczby ludności, natomiast pod względem powierzchni na miejscu 104.).
W 1987 w La Clusaz, odbyły się zawody Pucharu Świata w biegach narciarskich. Do tej pory miejscowość gościła te zawody łącznie siedmiokrotnie, po raz ostatni w 2016 roku. W 1995 roku odbyły się tu 5. mistrzostwa świata w narciarstwie dowolnym. Organizowane są tu czasami także zawody Pucharu Świata w narciarstwie dowolnym.

## Galeria

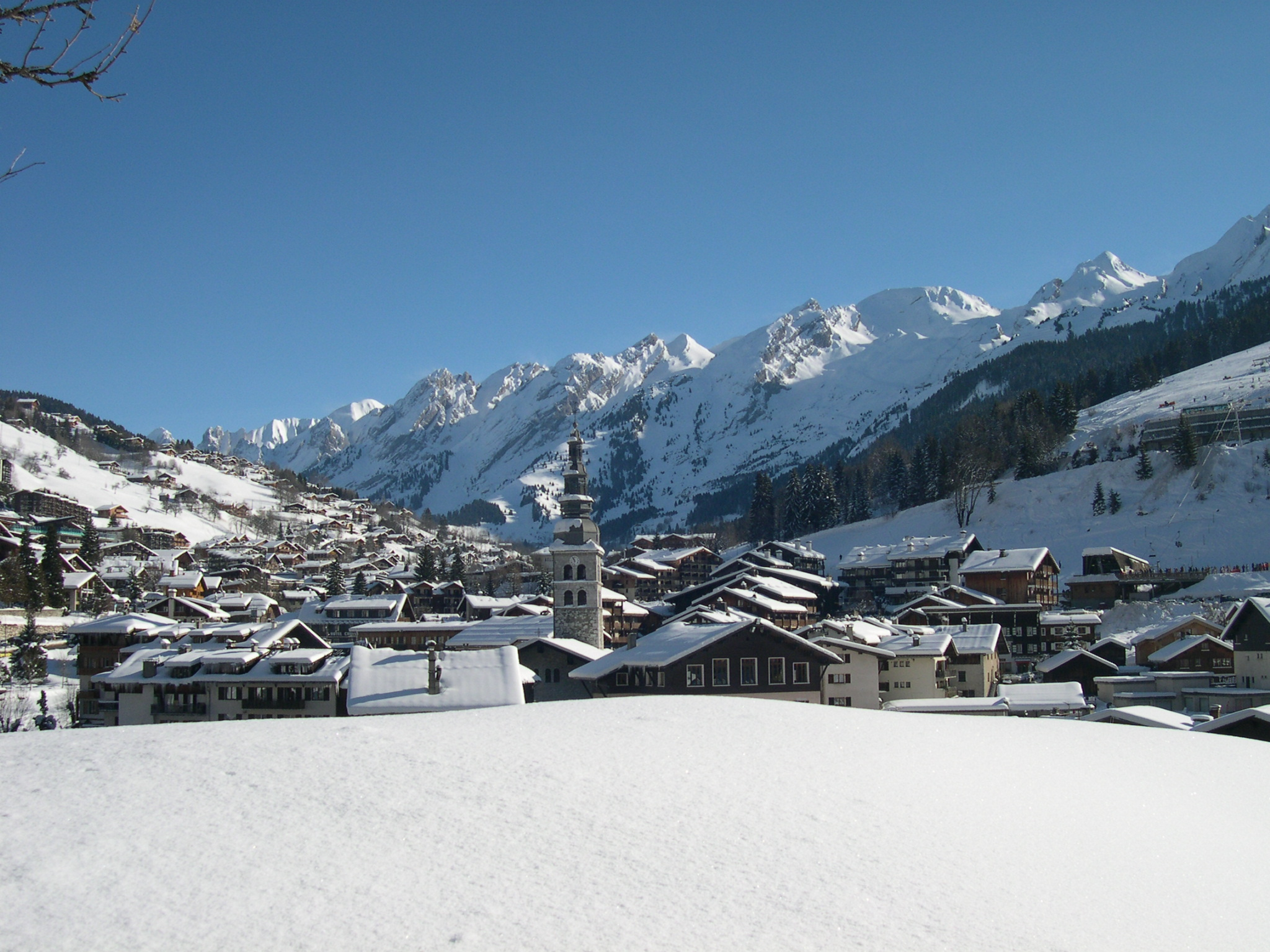
Clusaz zimą (2004)
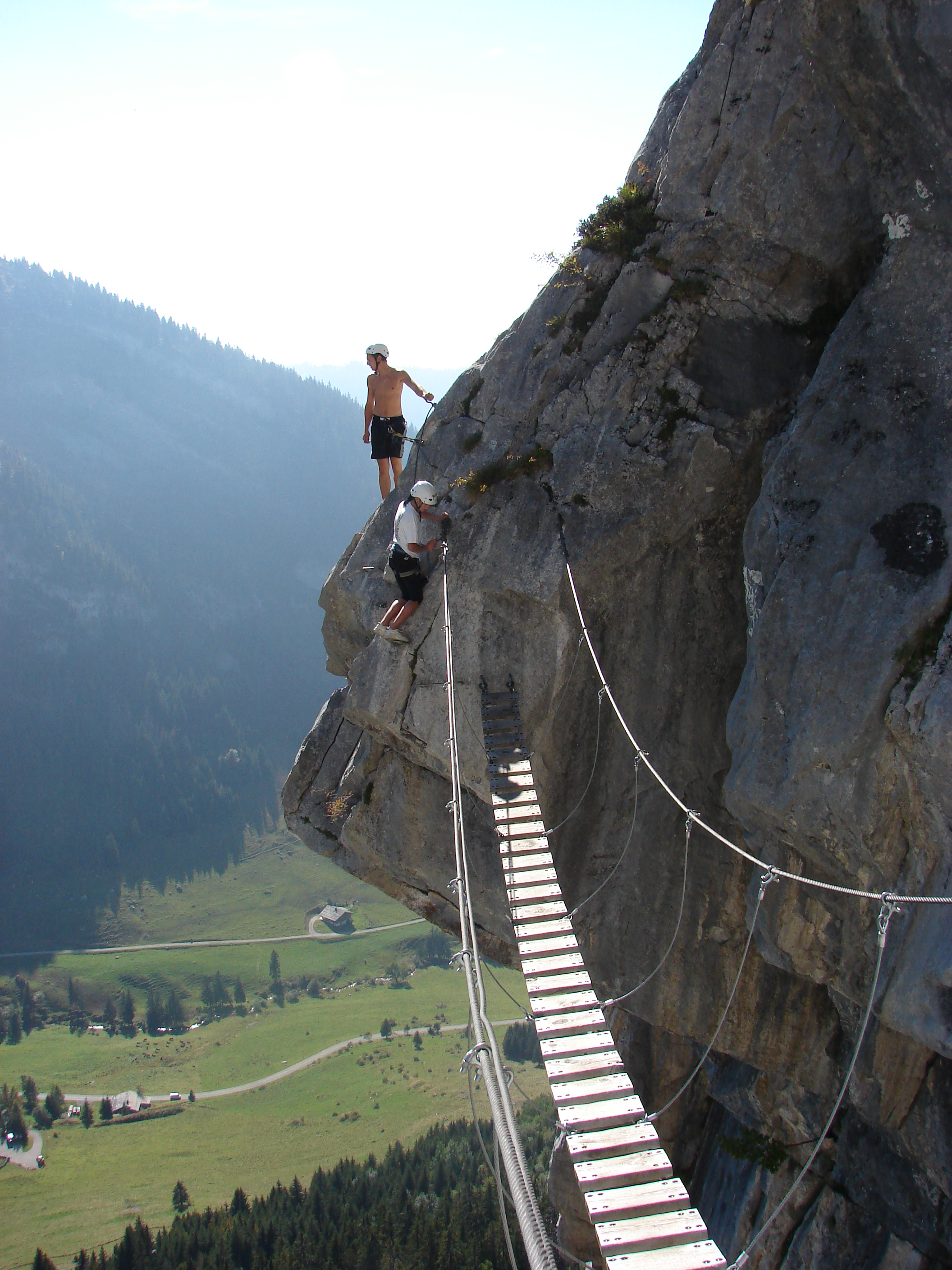
Trasa wspinaczkowa (2007)
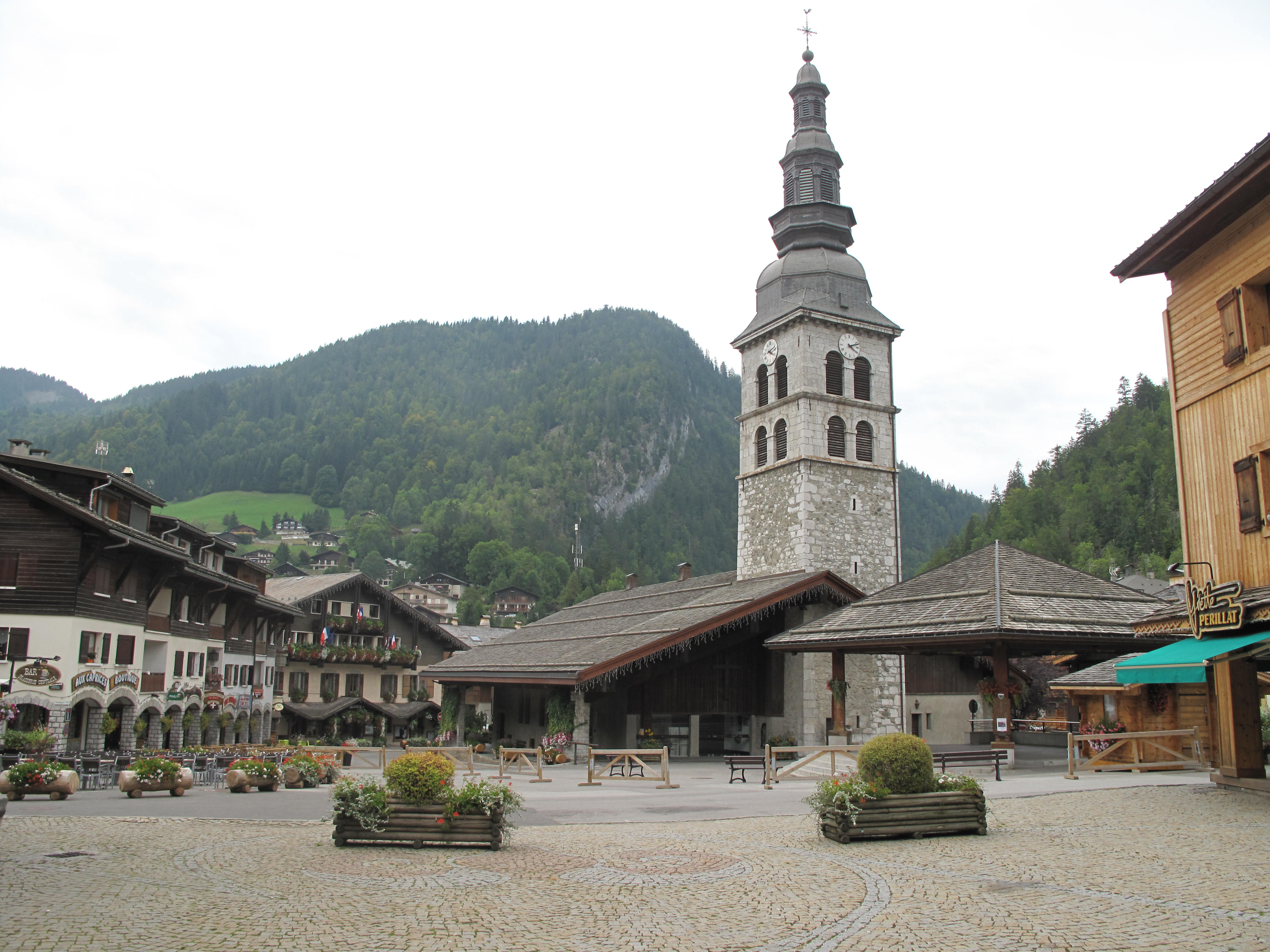
Rynek i kościół św. Foya (2012)

## Demografia
| 1793 | 1800 | 1806 | 1821 | 1831 | 1836 | 1841 | 1846 | 1851 |
| ---- | ---- | ---- | ---- | ---- | ---- | ---- | ---- | ---- |
| 973  | 1024 | 1080 | 1042 | abs. | 960  | abs. | 1203 | abs. |

| 1856 | 1861 | 1866 | 1872 | 1876 | 1881 | 1886 | 1891 | 1896 |
| ---- | ---- | ---- | ---- | ---- | ---- | ---- | ---- | ---- |
| 918  | 960  | 974  | 986  | 994  | 1050 | 1100 | 1025 | 1002 |

| 1901 | 1906 | 1911 | 1921 | 1926 | 1931 | 1936 | 1946 | 1954 |
| ---- | ---- | ---- | ---- | ---- | ---- | ---- | ---- | ---- |
| 925  | 940  | 879  | 839  | 854  | 937  | 1005 | 1052 | 1047 |

| 1962 | 1968 | 1975 | 1982 | 1990 | 1999 | 2008 | – | – |
| ---- | ---- | ---- | ---- | ---- | ---- | ---- | - | - |
| 1234 | 1382 | 1695 | 1687 | 1845 | 2023 | 1888 | – | – |